# 4e Luftwaffen-Felddivisie
De Duitse 4e Luftwaffen-Felddivisie (Duits: 4. Luftwaffen-Feld-Division) was een Duitse infanteriedivisie tijdens de Tweede Wereldoorlog. De divisie werd al snel overgebracht naar Heeresgruppe Mitte bij Vitebsk en werd daar in juni 1944 vernietigd.

## Geschiedenis

### Oprichting en inzet in 1942/43
De 4e Luftwaffen-Felddivisie werd in september 1942 in Luftgau III op Oefenterrein Groß-Born gevormd uit het Flieger-Regiment 14 plus overtollig Luftwaffe-personeel.
Na een opleidingstijd van twee maanden, werd de divisie verplaatst naar het gebied rond Nevel. Daar verbleef de divisie gedurende een jaar en werd vervolgens in oktober 1943 niet direct aangevallen in het Nevel Offensief van het Rode Leger.

### Overgenomen in hetHeer
Op 1 november 1943 werd de divisie zuidoostelijk van Nevel overgenomen door het Heer en kreeg de benaming 4e Felddivisie (L) (Duits: 4. Feld-Division (L)), waarbij de L voor Luftwaffe stond. In het algemeen werd (ook in officiële documentatie) de naam 4e Luftwaffen-Felddivisie verder gevoerd. Hierbij moest de divisie zijn 4e Afdeling (IV. Abt., (Flak)) van het artillerieregiment afstaan. Deze bleef in de Luftwaffe en werd II./Flak-Regiment 8. 

### Inzet 1943/44

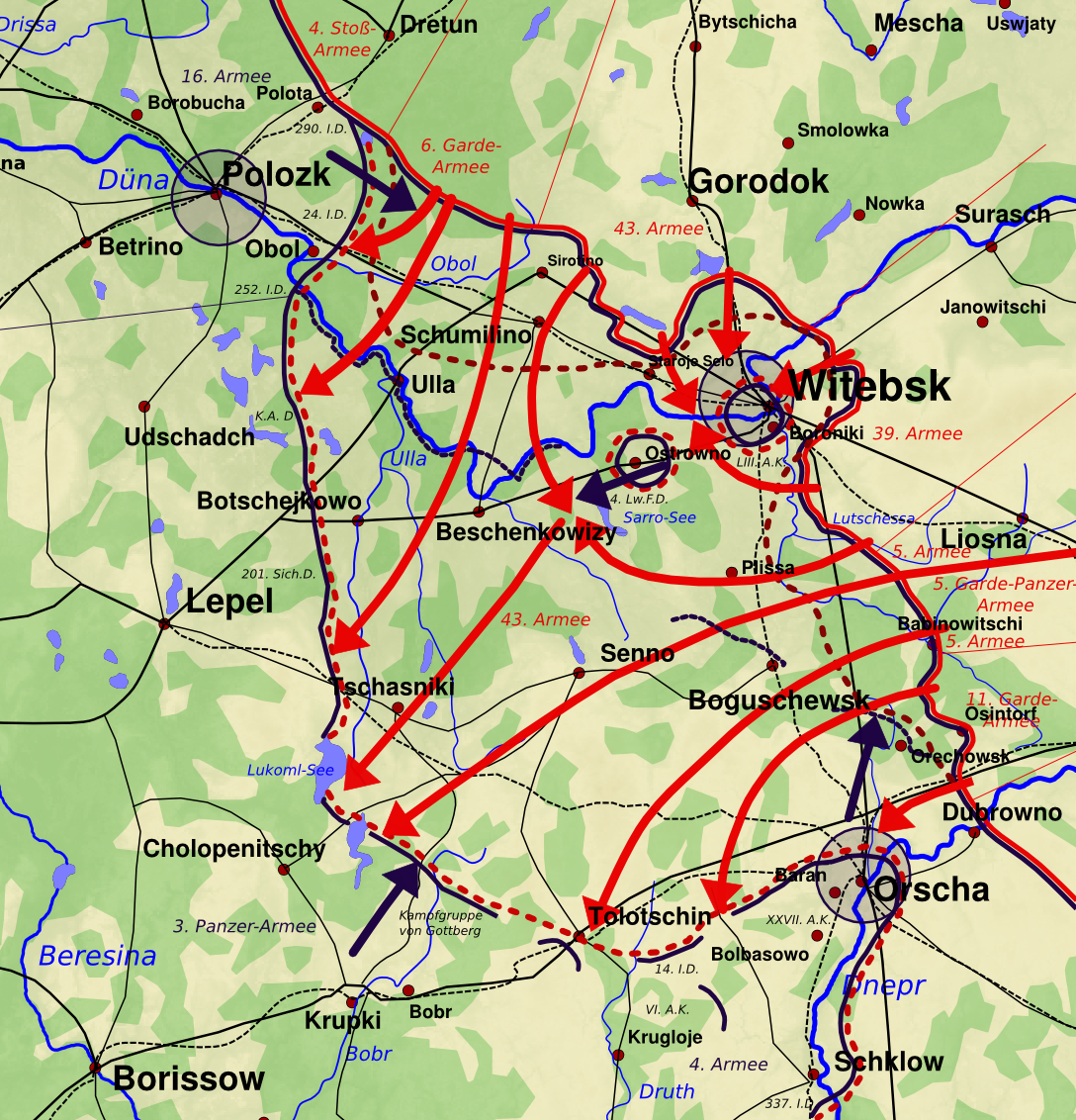
De omsingeling van Vitebsk

De Sovjettroepen geraakten in het Nevel Offensief in december 1943 wel op zo’n 30 km achter de divisie. Deze moest daarop terugtrekken vanaf het Usvyatskoye-meer. Tijdens deze terugtocht leed de divisie stevige verliezen aan mensen en materieel. Op 19 december 1943 begon de eerste winterslag om Vitebsk. Aan het eind van deze slag bevond de divisie zich zo’n 12 km ten noorden van deze stad.
In januari 1944 werden bij Vitebsk resten van de 3e Luftwaffen-Felddivisie overgenomen en deze vormden grotendeels het nieuwe Jäger-Regiment 51 (L). De II. Abt. van het Artillerieregiment van deze divisie werd de III./4.
In de tweede winterslag om Vitebsk van 3 tot 17 februari 1944 moest de divisie zo’n 5 km naar het westen terugtrekken en wisselde daarna van frontsector met de 6e Luftwaffen-Felddivisie. Op 22 juni 1944 werd de divisie getroffen door Operatie Bagration. Al in de eerste uren van dit Sovjetoffensief werden de stellingen van de divisie doorbroken door het Sovjet 43e Leger en de divisie trok zich met de rest van het 53e Legerkorps terug in de stad. Vitebsk was aangewezen als vesting (Fester Platz) en werd al op 25 juni omsingeld door de Sovjettroepen. Het 53e Legerkorps probeerde uit te breken, maar dat mislukte. De volgende dag probeerden naar schatting 5000 man van de divisie uit te breken, maar dat werd gestopt en de dag daarop werden de resten van de divisie in de bossen rond Ostrovno (15 km ten westen van Vitebsk) vernietigd.

### Einde
De 4e Luftwaffen-Felddivisie werd op 27 juni 1944 bij Ostrovno vernietigd, maar werd pas officieel op 3 augustus 1944 opgeheven.

## Slagorde
- vier Infanteriebataljons I. – IV. (zonder regimentsstaf)
- Panzerjäger-Abteilung Luftwaffen-Feld-Division 4
- Artillerie-Abteilung Luftwaffen-Feld-Division 4
- Flak-Abteilung Luftwaffen-Feld-Division 4
- Radfahrer-Kompanie Luftwaffen-Feld-Division 4
- Luftnachrichten-Kompanie Luftwaffen-Feld-Division 4
- Pionier-Kompanie Luftwaffen-Feld-Division 4
- Kommandeur der Nachschubtruppen Luftwaffen-Feld-Division 4

In 1943 nam het nieuw opgerichte Luftwaffen-Artillerie-Regiment 4 de Panzerjäger-, Artillerie- en Flak-Abteilungen onder zich.
Vanaf 1 november 1943:
- Jäger-Regiment 49 (L) (met twee bataljons)
- Jäger-Regiment 50 (L) (met twee bataljons)
- Jäger-Regiment 51 (L) (met twee bataljons)
- Artillerie-Regiment 4 (L) (met vier afdelingen)
- Füsilier-Bataillon 4 (L)
- Feldersatz-Bataillon 4 (L)
- Panzerjäger-Abteilung 4 (L)
- Pionier-Bataillon 4 (L)
- Nachrichten-Abteilung 4 (L)
- Divisionseinheiten 4 (L)

## Commandanten
| Rang            | Naam                | Begin             | Eind             |
| --------------- | ------------------- | ----------------- | ---------------- |
| Oberst          | Rainer Stahel       | 25 september 1942 | 28 november 1942 |
| Oberst          | Wilhelm Völk        | 28 november 1942  | 1 april 1943     |
| Oberst          | Hans-Georg Schreder | 1 april 1943      | 31 juli 1943     |
| Oberst          | Hans Sauerbrey      | 5 november 1943   | 20 november 1944 |
| Generalmajor    | Dr. Ernst Klepp     | 20 november 1944  | 24 januari 1944  |
| Generalleutnant | Robert Pistorius    | 25 januari 1944   | 27 juni 1944 †   |

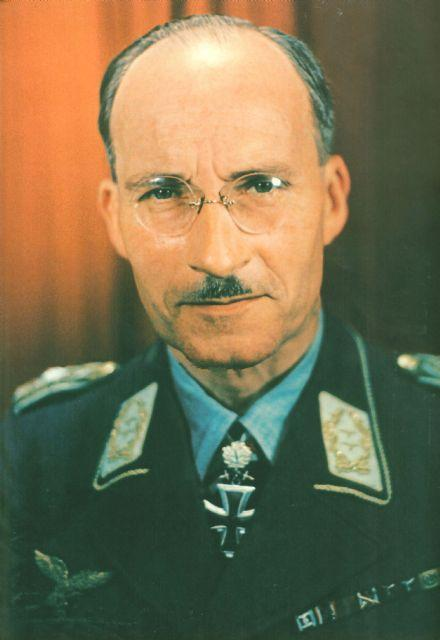
Stahel in 1944

Oberst Schreder was van 28 mei – 24 juni 1943 in het lazaret in Karlsbad

Generalleutnant Pistorius sneuvelde op 27 juni 1944 bij de uitbraakpoging uit Vitebsk.
 

## Bovenliggende bevelslagen
| Legerkorps              | Leger                               | Legergroep         | Plaats/regio | Begin              | Eind               |
| ----------------------- | ----------------------------------- | ------------------ | ------------ | ------------------ | ------------------ |
| 2e Luftwaffen-Feldkorps | Gruppe Chevallerie (59e Legerkorps) | Heeresgruppe Mitte | Nevel        | eind oktober 1942  | 6 november 1942    |
| 2e Luftwaffen-Feldkorps | 11. Armee                           | Heeresgruppe Mitte | Nevel        | 6 november 1942    | 21 november 1942   |
| 2e Luftwaffen-Feldkorps | 3. Panzerarmee                      | Heeresgruppe Mitte | Nevel        | 21 november 1942   | eind november 1943 |
| 53e Legerkorps          | 3. Panzerarmee                      | Heeresgruppe Mitte | Vitebsk      | eind november 1943 | 27 juni 1944       |